# Power Rangers Lost Galaxy
Power Ranger Lost Galaxy (spesso abbreviato come PRLG e spesso semplicemente chiamato Lost Galaxy) è la quinta serie del franchise dei Power Rangers ed è stata girata nel 1999. Presenta elementi familiari alle serie precedenti. È basata sulla serie TV giapponese di Super Sentai Seijuu Sentai Gingaman.
Questa è la prima serie di Power Rangers che non è una continuazione della serie precedente, con un soggetto e una storia nuova. Lost Galaxy, con il cambio di poteri annuale che è cominciato con Power Rangers: Zeo e il soggetto annuale e cambio di storia che cominciano con questa serie, è la prima serie a seguire l'impronta della serie di Super Sentai. Ci sono, comunque, allusioni a Zordon, che è la fonte di tutti i poteri dei Power Rangers della Galassia.
Anche gli Space Power Ranger e gli Psycho Ranger fanno il loro ritorno. Inoltre Paul Schrier e Jack Banning ripresero i propri ruoli come Bulk e professor Phenomenus rispettivamente. Alfa 6 e D.E.C.A., così come l'Astro Megaship (tratto dalla stagione precedente), furono usati nuovamente e Melody Perkins riprese il suo ruolo come Karone a metà della serie. Gli scagnozzi che hanno il ruolo di indebolire i Power Rangers in ogni puntata si chiamano Winger, molto simili ai Tyrannodron di Power Rangers: Dino Thunder.
Nella pubblicità della serie del canale Fox Kids fu detto che l'intera storia è ambientata tremila anni dopo la precedente serie. La cosa è falsa poiché non viene mai menzionato l'anno in cui la serie è ambientata, inoltre personaggi della serie precedente riappaiono.

## Trama
La serie comincia con la mastodontica astronave-città Terra Venture, creata con lo scopo di cercare nuovi pianeti da colonizzare. Leo Corbett, un ragazzo, entra di nascosto nell'astronave perché il fratello è imbarcato lì, e non sa se potrà più rivederlo.
Mentre si addestrano su un pianeta i due fratelli si incontrano e si apre un varco che fa entrare Maya, un'umana di un pianeta primitivo.
La ragazza cerca aiuto perché il suo pianeta è stato attaccato da Scorpius, uno strano mostro alieno simile (malgrado il nome) a un gigantesco ragno, che vuole le Spade Quasar e le luci di Orione. Però cinque ragazzi (lo stesso Leo, Damon, Kai, Kendrix e Maya) si impossessano delle spade e si trasformano nei Power Rangers.
Questi possenti Zord uniti insieme formano il gigantesco Galaxy Megazord. Scorpius vuole che la strega spaziale Trakeena, suo successore femmina, venga da lui, ma gli scagnozzi stanno addestrando Trakeena perché prenda il posto di Scorpius, così dicono a quest'ultimo che Trakeena è stata rapita dai Power Rangers. Scorpius si reca a Terra Venture e combatte contro i Ranger, ma i cinque lo indeboliscono grazie al potere delle luci di Orione e Leo gli infligge il colpo di grazia con la sua spada. Trakeena prende il suo posto e ingaggia numerose battaglie con l'aiuto dei mostri più svariati della galassia. Con il passare del tempo fanno la loro ricomparsa gli Psycho Ranger, nemesi degli Space Ranger, i quali arrivano in aiuto dei Galaxy Ranger, distruggendo definitivamente i malvagi Ranger, ma Psycho Pink riesce a sopravvivere, ingaggiando una lotta con Kendrix e Cassie (la Pink Space Ranger), rompendo il Morpher di Cassie, mettendo a rischio la sua vita. Così Kendrix, per salvarla, sacrifica la propria vita, passando i suoi poteri a Karone, sorella di Andros (il Red Space Ranger) mentre il Magma Defender dona la sua armatura al fratello di Leo, Mike. Nella battaglia finale Trakeena si trasforma nella sua forma naturale di alieno verde umanoide con poteri mortali (approfittando della distruzione del Toro Zord) ma viene sconfitta dai Ranger (nonostante il Centauro Megazord e il Stratoforza Megazord vengono distrutti e i Ranger autodistruggono l'Astro Megaship caduto in mano ai malvagi), soprattutto grazie al Red Ranger, che usa il Battlizer Armor, una speciale armatura che contraddistinguerà tutti i Red Ranger nelle serie successive.
Quando Trakeena torna in vita i Galaxy Ranger si uniscono ai Lightspeed Ranger della serie successiva, Power Rangers Lightspeed Rescue.

## Episodi
| Stagione       | Episodi | Prima TV USA | Prima TV Italia |
| -------------- | ------- | ------------ | --------------- |
| Prima stagione | 45      | 1999         | 2000            |

## Personaggi
- Leo Corbett/Red Galaxy Ranger, interpretato da Danny Slavin, doppiato da Patrizio Prata.
 È un ragazzo vivace e muscoloso, sempre pronto a lottare per ciò che crede giusto. Quando suo fratello Mike ritorna Leo gli dona la sua Spada Quasar credendo di non essere degno del suo posto nella squadra, ma Mike gli restituisce la spada dicendogli che era destino che lui diventasse il Red Ranger. Il suo zord è il leone.
- Kai Chen/Blue Galaxy Ranger, interpretato da Archie Kao, doppiato da Simone D'Andrea.
 È un ragazzo molto premuroso, maturo, talvolta pigro (difetto rimproveratogli anche da Leo) e inoltre ci tiene molto a fare in modo che tutti i membri dell'astronave rispettino le regole, tanto da arrivare ad avere discussioni con Leo; quando c'è un nemico da affrontare non si tira mai indietro e cerca sempre di difendere i compagni. Il suo zord è il gorilla.
- Damon Henderson/Green Galaxy Ranger, interpretato da Reggie Rolle, doppiato da Gianluca Iacono.
 È un ragazzo molto in gamba, infatti è il responsabile del motore dell'astronave e si occupa di riparare ogni componente dell'astronave che richiede manutenzione; nel corso della serie dimostra di essere anche molto coraggioso e responsabile. Il suo zord è il condor.
- Maya/Yellow Galaxy Ranger, interpretata da Celina Vincent, doppiata da Debora Magnaghi.
 È una ragazza proveniente dal pianeta Mirinoi, il quale è stato attaccato dal mutante Furio e gli abitanti trasformati in pietra, facendo così di Maya l'unica superstite. È molto affezionata alla sua migliore amica nonché compagna di squadra Kendrix e infatti, per lei, l'amicizia è il valore più importante. Il suo zord è il lupo.
- Kendrix Morgan/prima Pink Galaxy Ranger, interpretata da Valerie Vernon, doppiata da Sonia Mazza.
 È una ragazza molto affettuosa, tenace e determinata, sempre disposta ad aiutare i compagni in difficoltà; nel corso della serie, perde addirittura la vita per salvare Cassie, la Pink Space Ranger, ma poi ritornerà in vita insieme agli abitanti di Mirinoi e alle altre vittime dell'esercito di Trakeena. Il suo zord è il gatto selvatico. L'attrice Vernon smise di partecipare allo show a metà serie poiché le è stata diagnosticata la leucemia, per cui fu costretta a lasciarlo per sottoporsi alle cure. Successivamente guarì e poté tornare per il finale di stagione e per il crossover.
- Karone/seconda Pink Galaxy Ranger, interpretata da Melody Perkins, doppiata da Valeria Falcinelli.
Prima di morire Kendrix dona i suoi poteri di Ranger a Karone (sorella di Andros, il Red Space Ranger) dato che quest'ultima ha protetto la spada Quasar della defunta Kendrix per non farla finire nelle mani sbagliate; Karone diviene così la nuova Pink Galaxy Ranger, lasciandosi alle spalle il passato come Astronema.
- Magna Defender, interpretato da Russell Lawrence, doppiato da Gabriele Calindri.
 È un misterioso guerriero avvolto da un'armatura che vuole vendicarsi del mutante Scorpius che ha ucciso suo figlio. Successivamente i suoi poteri passeranno a Mike, il fratello di Leo.